# Ronnebyhus
Ronnebyhus är ett allmännyttigt bostadsföretag med ursprung i det allmännyttiga bostadsbyggandet i Sverige efter andra världskriget. Företaget är verksamt i Ronneby kommun och håller ett byggnadsbestånd av företrädesvis flerbostadshus.